# Cascina Frutteto
La Cascina Frutteto è una delle architetture che si trovano all'interno del Parco di Monza.
La cascina venne realizzata su progetto del Canonica successivamente al 1817, al posto della precedente Cascina Michelona, demolita. La cascina presenta una caratteristica forma a ferro di cavallo, che la inseriva in una ricercata elaborazione geometrica e assiale all'interno del Giardino matematico, un'area del Parco adibita alla coltivazione di alberi da frutto, posizionate secondo un rigido schema compositivo generale. Per quanto sia ancora in parte circondata da alberi da frutti, s'è del tutto perso l'originale schema a raggiera secondo cui erano disposte le piante. Il complesso mantiene tuttavia inalterati i volumi ed i prospetti, con l'edificio principale alto due piani e il corpo centrale rialzato e dotato di una torretta belvedere, con colonne collegate e balaustra in ferro.
La facciata principale conserva ancora oggi l'ampio porticato ad archi che unisce l'edificio principale ai corpi di fabbrica laterali; il prospetto settentrionale è invece caratterizzato da un portale di doppia altezza, che culmina con un arco a tutto sesto.
Originariamente il corpo principale era adibito a residenza, mentre i corpi laterali erano destinati a contenere le stalle (caratterizzate da un soffitto a cupola) e i fienili. Dal 1902 vi si è insediata la Scuola di Agraria del Parco di Monza, considerata ente morale dal 1920, centro di formazione professionale nella valorizzazione ambientale  e nell'agricoltura multifunzionale. Opera anche come Punto Ristoro durante tutto l'anno.